# Pepeljasta svjetlost
Pepeljasta svjetlost je pretpostavljeni suptilni sjaj za kojeg se tvrdi da se vidi na noćnoj strani planeta Venere. Pojava nije znanstveno potvrđena. Ako je stvarna, pojava je možda povezna s munjama, čije je postojanje na Veneri potvrdila misija Venus Express.

## Povijest opažanja
Pepeljastu svjetlost prvi je opisao astronom Giovanni Battista Riccioli 9. siječnja 1643. i nazvao ju je "Pepeljasta svjetlost Venere". Naknadne tvrdnje iznosili su razni promatrači, uključujući sir Williama Herschela, Sir Patricka Moorea, Dalea P. Cruikshanka i Williama K. Hartmanna.
Pepeljasta svjetlost često je viđena kad je Venera na večernjem nebu, kada je večernji terminator planeta usmjeren prema Zemlji. Pokušaji promatranja poduzeti su 17. srpnja 2001., kada se 67% Venere ponovno pojavilo iza 13-postotnog Mjeseca. Nitko od promatrača ove pojave (uključujući neke koji su koristili 61 cm Super RADOTS teleskope) nije izvijestio da je vidio pepeljastu svjetlost. Videozapis s događaja je snimljen, ali kamera je bila previše neosjetljiva da bi otkrila čak i zemljani sjaj.
Osobito povoljna prilika za gledanje dogodila se 8. listopada 2015. godine, a 40% osvijetljena Venera ponovno se pojavila iza neosvijetljenog ruba 15% obasjanog Mjeseca. Događaj je bio vidljiv na tamnom nebu u cijeloj Srednjoj Australiji, a zabilježili su ga David i Joan Dunham pomoću 10 "f/4 Newtononovog teleskopa s video kamerom Watec 120N+ s mjesta sjeverno od Alice Springsa. Također su događaj vizualno promatrali pomoću 8" Schmidt-Cassegrain teleskopa. Ni vizualno promatranje u stvarnom vremenu niti pomni vizualni pregled videozapisa nije pokazalo nikakve pojave na tamnoj strani Venere.  Iako nisu konačna, ova zapažanja sugeriraju da se pepeljasta svjetlost vjerojatnije može pripisati optičkim teleskopima i fiziologiji oka, a ne atmosferskim pojavama na Veneri.
Svemirska letjelica Akatsuki, japanske svemirske agencije JAXA, ubačena je u orbitu Venere 7. prosinca 2015. Dio njenog znanstvenog tereta uključuje Kameru za munje i atmosferski sjaj (LAC) koja traži munje u vidljivom spektru (552-777 nm). Da bi snimio munje, orbiter vidi tamnu stranu Venere oko 30 minuta svakih 10 dana. U 16,8 sati noćnog promatranja (srpanj 2019.) nije otkrivena niti jedna munja.

## Hipoteze
Teleskop Keck na Havajima izvijestio je da vidi suptilni zeleni sjaj i predložio je da bi se mogao proizvesti jer ultraljubičasto svjetlo Sunca dijeli molekule ugljičnog dioksida (CO2), za koje se zna da su česte u Venerinoj atmosferi, u ugljični monoksid (CO) i kisik (O2). Međutim, zeleno svjetlo emitirano dok se kisik rekombinira u O2  se smatra previše tamnim za objasniti učinak, i previše je tamno da se može promatrati s amaterskim teleskopima.
Godine 1967. Venera 4 otkrila je da je magnetsko polje Venere puno slabije od zemaljskog. Ovo magnetsko polje inducirano je interakcijom između ionosfere i sunčevog vjetra, a ne unutarnjim dinamom u jezgri poput onog unutar Zemlje. Venerina mala inducirana magnetosfera pruža zanemarivu zaštitu atmosferi od kozmičkog zračenja. To zračenje može rezultirati pražnjenjem groma iz oblaka u oblak.
Urey i Brewer pretpostavili su 1957. da ioni CO+, CO+2 i O2 uzrok sjaja proizvedenog ultraljubičastim zračenjem Sunca. 1969. pretpostavljeno je da je pepeljasta svjetlost auroralni fenomen zbog bombardiranja solarnim česticama na tamnoj strani Venere.
Tijekom osamdesetih godina prošlog stoljeća smatralo se da je uzrok sjaja munje na Veneri. Sovjetske sonde Venera 9 i 10 dobile su optičke i elektromagnetske dokaze o munjama na Veneri. Također, Pioneer Venus Orbiter zabilježio je vidljiv atmosferski sjaj na Veneri 1978. godine. Bio je dovoljno jak da zasvijetli svoj zvjezdani senzor. Letjelica Europske svemirske agencije Venus Express 2007. godine otkrila je zvižduke koji još više potvrđuju pojavu groma na Veneri. 1990. Christopher T. Russell i J.L. Phillips dali su daljnju potporu hipotezi o gromovima, navodeći da ako u nekoliko kratkih vremenskih razdoblja bude nekoliko udara na noćnoj strani planeta, slijed može dati sveukupni sjaj Venerinog neba. 
Međutim, simulacije ukazuju da je hipoteza o gromovima kao uzrok sjaja netočna, jer se kroz atmosferu ne bi moglo prenijeti dovoljno svjetlosti da bi se vidjelo sa Zemlje. Promatrači su nagađali da je to možda iluzorno, što je posljedica fiziološkog učinka promatranja svijetlog predmeta u obliku polumjeseca. Svemirske letjelice koje je traže nisu je uspjele uočiti - što je navelo neke astronome da vjeruju da je to samo trajni mit.